# اچ‌ام‌اس سیخ (اف۸۲)
اچ‌ام‌اس سیخ (اف۸۲) (به انگلیسی: HMS Sikh (F82)) یک کشتی بود که طول آن ۳۶۴ فوت ۸ اینچ (۱۱۱٫۱۵ متر) بود. این کشتی در سال ۱۹۳۷ ساخته شد.